# Helictopleurus rudicollis
Helictopleurus rudicollis är en skalbaggsart som beskrevs av Leon Fairmaire 1898. Helictopleurus rudicollis ingår i släktet Helictopleurus och familjen bladhorningar. Inga underarter finns listade i Catalogue of Life.